# Dryochlora dentata
Dryochlora dentata är en fjärilsart som beskrevs av Paul Mabille 1900. Dryochlora dentata ingår i släktet Dryochlora och familjen mätare. Inga underarter finns listade i Catalogue of Life.